# Gettin' Over You
Singles de David Guetta
Memories
(2010) Commander
(2010)
Singles par Chris Willis
Everytime We Touch
(2009) Louder (Put Your Hands Up)
(2011)
Singles par Fergie
We Are the World 25 for Haiti
(2010) Beautiful Dangerous
(2010)
Singles par LMFAO
Yes
(2009) Party Rock Anthem
(2011)
Gettin' Over You est une chanson du DJ français David Guetta, il s'agit du 5e single extrait de l'album One Love. Dans cette chanson, on retrouve la collaboration de Chris Willis, Fergie des Black Eyed Peas et du groupe LMFAO. La chanson est sortie le 12 avril 2010 en téléchargement.
La version officielle de la chanson est différente de celle de l'album dans laquelle il n'y avait que le chanteur Chris Willis.

## Clip vidéo
Le clip est réalisé par Rich Lee, qui a dans le passé réalisé les clips des Black Eyed Peas. Le clip a été enregistré le mardi 18 mai 2010. David Guetta, Chris Willis, Fergie et LMFAO se réunissent dans un studio d'enregistrement lorsqu'une foule de gens entrent dans le studio pour faire la fête. Les chanteurs sont alors contraints de fuir dans les rues, où la fête continue. Le clip présente également les Jabbawockeez, une équipe de danse.

## Liste des pistes
| No | Titre                                                    | Durée |
| -- | -------------------------------------------------------- | ----- |
| 1. | Gettin' Over You (Radio Edit)                            | 3:06  |
| 2. | Gettin' Over You (Extended Mix)                          | 6:00  |
| 3. | Gettin' Over You (Mitomi Tokoto Remix)                   | 7:50  |
| 4. | Gettin' Over You (Sidney Samson Remix)                   | 6:02  |
| 5. | Gettin' Over You (Avicii's Vocal Mix At Night Vocal Mix) | 6:15  |
| 6. | Gettin' Over You (Avicii's Vocal Mix At Night Dub Mix)   | 6:15  |
| 7. | Gettin' Over You (Thomas Gold Remix)                     | 6:35  |

## Performance dans les hit-parades

### Classement par pays
| Pays                                                        | Meilleure position, |
| ----------------------------------------------------------- | ------------------- |
| Vente mondiale                                              | 12                  |
| Europe                                                      | 3                   |
| France                                                      | 1                   |
| Royaume-Uni                                                 | 1                   |
| Écosse                                                      | 1                   |
| Nouvelle-Zélande                                            | 3                   |
| Irlande                                                     | 5                   |
| Australie                                                   | 6                   |
| France Téléchargements                                      | 6                   |
| Autriche                                                    | 7                   |
| Canada                                                      | 12                  |
| Autriche                                                    | 14                  |
| Belgique Wallonie                                           | 15                  |
| Australie                                                   | 18                  |
| Belgique                                                    | 12                  |
| Australie                                                   | 16                  |
| Allemagne                                                   | 24                  |
| Espagne                                                     | 26                  |
| Suède                                                       | 28                  |
| Belgique Flandre                                            | 29                  |
| Danemark                                                    | 34                  |
| Hongrie                                                     | 3                   |
| États-Unis Airplay Top 100 Diffusion radio                  | 35                  |
| Nouvelle-Zélande                                            | 38                  |
| États-Unis Airplay Diffusion radio                          | 27                  |
| États-Unis Singles Top 100                                  | 60                  |
| États-Unis Billboard Hot 100 Vente single & diffusion radio | 61                  |
| France club 40 Diffusion club                               | 1                   |

### Classement de fin d'année
| Classement (2010)                        | Position |
| ---------------------------------------- | -------- |
| Australie Singles Chart                  | 39       |
| Europe Hot 100 Singles                   | 29       |
| Allemagne Singles Chart                  | 51       |
| Italie Singles Chart                     | 31       |
| Espagne Singles Charts                   | 36       |
| États-Unis Billboard Hot Dance Club Play | 29       |

## Historique de sortie
| Region      | Date          | Label          | Format                 |
| ----------- | ------------- | -------------- | ---------------------- |
| France      | 12 avril 2010 | Virgin Records | Téléchargement digital |
| France      | 31 mai 2010   | Virgin Records | CD Single              |
| Allemagne   | 12 avril 2010 | Virgin Records | Téléchargement digital |
| Allemagne   | 28 mai 2010   | Virgin Records | CD                     |
| États-Unis  | 17 mai 2010   | Astralwerks    | Téléchargement digital |
| Royaume-Uni | 31 mai 2010   | Virgin Records | Téléchargement digital |